# Новосольна (гмина)
Новосольна (пол. Nowosolna) — сельская гмина (волость) в Польше, входит как административная единица в Восточно-Лодзинский повет, Лодзинское воеводство. Население — 3579 человек (на 2004 год).

## Соседние гмины

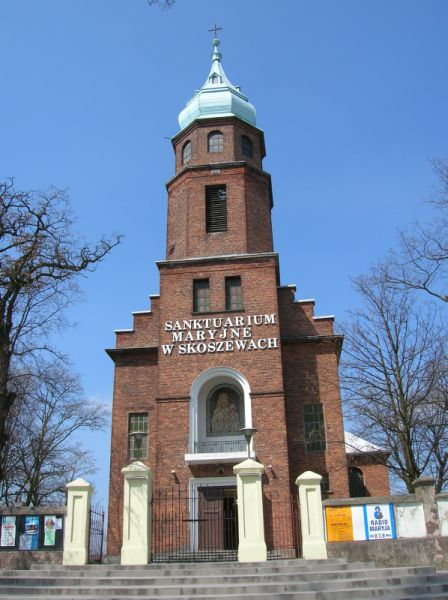
Костёл

1. Гмина Андресполь
2. Гмина Бжезины
3. Лодзь
4. Гмина Стрыкув